# Staurostichus albicinctus
Staurostichus albicinctus är en tvåvingeart som först beskrevs av Macquart 1847.  Staurostichus albicinctus ingår i släktet Staurostichus och familjen svävflugor. Inga underarter finns listade i Catalogue of Life.